# Sam J. Jones
Samuel Gerald Jones (Chicago, 12 augustus 1954), geboren als Sam J. Jones, is een Amerikaans acteur en voormalig Americanfootballspeler. In 1980 speelde hij de hoofdrol in de film Flash Gordon.

## Biografie
Jones werd geboren in de stad Chicago in de Amerikaanse staat Illinois, maar groeide op in Sacramento, de hoofdstad van Californië. Na zijn middelbare school werd hij marinier bij het United States Marine Corps.
Na zijn militaire dienst wilde hij voor de Seattle Seahawks spelen. Hij werd geweigerd maar werd wel toegelaten tot de semiprofessionele 'Flyers' van de Seattle Seahawks. Jones startte uit financiële noodzaak met een modellencarrière en verscheen volledig naakt op de centerfold van Playgirl in juni 1975 onder het pseudoniem 'Andrew Cooper III'.
Hij was ook te zien in enkele reclamespots voor sportartikelen. Hij verhuisde in 1977 naar Los Angeles, waar hij een rol kreeg in de romantisch komedie 10. Daarna speelde hij de rol van 'Flash Gordon' in de gelijknamige film.